# La valla
La valla es una serie distópica española producida por Atresmedia en colaboración con Good Mood Productions para Antena 3. Está protagonizada por Olivia Molina, Unax Ugalde, Ángela Molina, Abel Folk y Eleonora Wexler. Fue preestrenada en Atresplayer Premium el 19 de enero de 2020 y se estrenó en abierto en Antena 3 el 10 de septiembre de 2020. Además un día después de su emisión en abierto, Netflix estrena el capítulo.

## Sinopsis
Esta serie está ambientada en la España de 2045. Nos encontramos con una gran escasez de recursos naturales, lo que llevó a los estados a convertirse en regímenes dictatoriales, los cuales prometían a la población la supervivencia de todos los ciudadanos. En el transcurso de la serie se dio a conocer uno de los motivos por los cuales España es una dictadura: es porque estalló la tercera guerra mundial en la que se usaron armas tan letales como las nucleares, tal y como se muestra en los paisajes devastados que aparecen en pantalla, concretamente en la ciudad de Madrid que es donde se desarrolla la trama.
Al estar el país bajo el mandato autocrático, la vida rural se hace relativamente imposible, llevando así el núcleo de la misma al centro de la ciudad, el cual se encuentra dividido en dos partes que están férreamente cerradas: nos encontramos el Sector 1, que es la parte del Gobierno y la gente de poder; y el Sector 2, que es la parte del resto de la población (clases medias y bajas). La única manera de poder acceder de un lado de la ciudad al otro es mediante el cruce de "La valla" que separa ambos sectores, protegida por unos exhaustivos controles de policía. Todas las personas que quieran cruzar esta valla necesitan un gran motivo de peso para que puedan realizarlo.
Junto con estos acontecimientos, en la serie también se da a conocer una epidemia que está afectando a todo el mundo y que dificultará mucho la misión de sus protagonistas.
Aquí es donde nos encontramos la historia de la familia protagonista, formada por Julia (Olivia Molina), Hugo (Unax Ugalde) y Emilia (Ángela Molina). Esta familia lucha por recuperar a la pequeña Marta (Laura Quirós), hija de Hugo, que ha quedado en manos del Gobierno.
Esta serie relata una historia de supervivencia y grandes secretos, en la que los protagonistas verán realmente difícil su misión.

## Reparto

### Principal
- Unax Ugalde – Hugo Mujica
- Olivia Molina – Julia Pérez Noval / Sara Pérez Noval
- Eleonora Wexler – Alma López-Durán
- Abel Folk – Luis Covarrubias

Con la colaboración de:
- Ángela Molina – Emilia Noval

### Secundario
- Daniel Ibáñez – Alejandro "Álex" Mujica
- Laura Quirós – Marta Mujica Pérez
- Belén Écija – Daniela Covarrubias López-Durán
- Juan Blanco – Carlos Castillo
- Yaima Ramos – Manuela
- Elena Seijo – Rosa
- Manu Fullola – Coronel Enrique Jiménez
- Ángela Vega – Begoña Sánchez
- Cristina Soria – Enfermera (Episodio 1 - Episodio 4; Episodio 6 - Episodio ¿?)
- Pilar Bergés – Funcionaria registro (Episodio 1; Episodio 3)
- Óscar de la Fuente – Fernando Navarro (Episodio 1 - Episodio 2; Episodio 4 - Episodio 13)
- Marcelo Converti – Alejo López-Dávila (Episodio 6; Episodio 9; Episodio 10; Episodio 11; Episodio 12; Episodio 13)
- Berta Castañé – Sol (Episodio 1 - Episodio 2)
- Carmen Esteban – Abuela de Sol † (Episodio 1 - Episodio 2)
- Irene Arcos – Emilia Noval joven (Episodio 1; Episodio 3)
- Luna Fulgencio – Julia Pérez Noval niña (Episodio 1; Episodio 6)
- Pere Molina - Jacobo Martínez de los Ríos "Presidente" (Episodio 1; Episodio 7; Episodio 12 - Episodio 13)
- Iván Chavero – Sergio Covarrubias López-Durán (Episodio 2 - Episodio ¿?)
- Alina Nastase – Chica espía † (Episodio 3)
- Nicolás Illoro – Iván Covarrubias López-Durán (Episodio 3 - Episodio ¿?)
- Antonio Arcos – Ladrón † (Episodio 6)
- Aitor Bertrán – Álvaro Maiztegui † (Episodio 6)
- María Hervás – Clara (Episodio 7 - Episodio 8)
- Javier Abad – Álvaro Maiztegui (joven) (Episodio 8)
- Jaime Zataraín – Luis Covarrubias (joven) (Episodio 8)
- Gabriela Flores - (Episodios 2, 6, 7 y 8)[3]

## Temporadas y episodios
| Temporada | Temporada | Episodios | Estreno                  | Final                  | Audiencia media | Audiencia media | Audiencia media   |
| Temporada | Temporada | Episodios | Estreno                  | Final                  | Espectadores    | Cuota           | Lineal + diferido |
| --------- | --------- | --------- | ------------------------ | ---------------------- | --------------- | --------------- | ----------------- |
|           | 1         | 13        | 10 de septiembre de 2020 | 3 de diciembre de 2020 | 1.272.000       | 10,3%           | 1.718.000         |

## Capítulos
| N.º | Título                      | Dirigido por                     | Escrito por | Fecha de estreno en Antena 3 * | Fecha de preestreno en Atresplayer Premium | Audiencia en Antena 3 |
| --- | --------------------------- | -------------------------------- | --- | ------------------------------ | ------------------------------------------ | --------------------- |
| 1   | «Otro mundo»                | David Molina Encinas             | Daniel Écija, Inés París, Roberto Martín, Jorge Valdano, Ángela Armero, Tatiana Rodríguez, Arantxa Cuesta y Veronik Silva                           | 10 de septiembre de 2020       | 19 de enero de 2020                        | 2 002 000 (15,4%)     |
| 2   | «Mi hermana Sara»           | David Molina Encinas             | Daniel Écija, Inés París, Clara Botas, Roberto Martín, Jorge Valdano, Ángela Armero, David Muñoz, Tatiana Rodríguez, Arantxa Cuesta y Veronik Silva | 17 de septiembre de 2020       | 26 de enero de 2020                        | 1 584 000 (12,5%)     |
| 3   | «Los niños perdidos»        | David Molina Encinas             | Daniel Écija, Inés París, Clara Botas, Roberto Martín, Ángela Armero, David Muñoz y Veronik Silva                                                   | 24 de septiembre de 2020       | 2 de febrero de 2020                       | 1 356 000 (10,5%)     |
| 4   | «El roce de la piel»        | Oriol Ferrer                     | Daniel Écija, Inés París, Clara Botas, Roberto Martín, Jorge Valdano, Ángela Armero y Veronik Silva                                                 | 1 de octubre de 2020           | 9 de febrero de 2020                       | 1 274 000 (9,9%)      |
| 5   | «Los inocentes»             | Luis Oliveros                    | Daniel Écija, Inés París, Clara Botas, Roberto Martín y Ángela Armero                                                                               | 8 de octubre de 2020           | 16 de febrero de 2020                      | 1 360 000 (11,8%)     |
| 6   | «Los pájaros sordos»        | Jesús Rodrigo                    | Daniel Écija, Inés París, Clara Botas, Roberto Martín y Jorge Valdano                                                                               | 15 de octubre de 2020          | 23 de febrero de 2020                      | 1 243 000 (10,5%)     |
| 7   | «Un asunto de familia»      | Oriol Ferrer                     | Daniel Écija, Inés París, Clara Botas, Roberto Martín y Jorge Valdano                                                                               | 22 de octubre de 2020          | 1 de marzo de 2020                         | 1 253 000 (10,4%)     |
| 8   | «El hijo de nadie»          | Luis Oliveros                    | Daniel Écija, Inés París, Clara Botas, Roberto Martín y Jorge Valdano                                                                               | 29 de octubre de 2020          | 8 de marzo de 2020                         | 1 264 000 (10,6%)     |
| 9   | «Recuerda quién eres»       | Lucas Gil                        | Daniel Écija, Inés París, Clara Botas, Roberto Martín y Jorge Valdano                                                                               | 5 de noviembre de 2020         | 15 de marzo de 2020                        | 1 099 000 (8,5%)      |
| 10  | «La zona de sombra»         | Oriol Ferrer                     | Daniel Écija, Inés París, Clara Botas, Roberto Martín y Jorge Valdano                                                                               | 12 de noviembre de 2020        | 22 de marzo de 2020                        | 1 059 000 (9,2%)      |
| 11  | «La soledad de dos»         | Luis Oliveros                    | Daniel Écija, Inés París, Clara Botas, Roberto Martín y Jorge Valdano                                                                               | 19 de noviembre de 2020        | 29 de marzo de 2020                        | 959 000 (8,0%)        |
| 12  | «El discurso»               | Lucas Gil                        | Daniel Écija, Inés París, Clara Botas, Roberto Martín y Jorge Valdano                                                                               | 26 de noviembre de 2020        | 5 de abril de 2020                         | 997 000 (8,0%)        |
| 13  | «Últimos días del presente» | David Molina Encinas y Lucas Gil | Daniel Écija, Inés París, Clara Botas, Roberto Martín y Jorge Valdano                                                                               | 3 de diciembre de 2020         | 12 de abril de 2020                        | 1 084 000 (8,3%)      |

* Al día siguiente de su emisión en Antena 3 se estrena el capítulo en Netflix